# Aleksandra Jewtuchowicz
Aleksandra Teresa Jewtuchowicz (ur. 26 lutego 1948 w Łęczycy, zm. 15 maja 2016) – polska ekonomistka, specjalizująca się w ekonomice miast i regionów oraz gospodarce przestrzennej.

## Życiorys
Była absolwentką IV Liceum Ogólnokształcącego im. Emilii Sczanieckiej w Łodzi i Wydziału Ekonomiczno-Socjologicznego Uniwersytetu Łódzkiego (1969). W latach 1969–1973 pracowała w Wojewódzkiej Komisji Planowania Gospodarczego w Łodzi, od 1973 pracowała na Uniwersytecie Łódzkim, początkowo jako asystent w Zakładzie Ekonomiki Przemysłu Instytutu Ekonomiki Produkcji, od 1974 w Zakładzie Rozwoju Miast (przemianowanym w 1976 na Zakład Ekonomiki Rozwoju Miast), od 1978 w nowo utworzonym Instytucie Polityki Regionalnej. W 1978 obroniła pracę doktorską Wpływ przedsiębiorstw przemysłowych na poprawę warunków życia ludności miejskiej wybranych województw napisaną pod kierunkiem Jerzego Regulskiego. W 1988 habilitowała się i została mianowana docentem, w 1990 mianowana profesorem nadzwyczajnym. W 1992 została kierownikiem nowo utworzonego Zakładu Ekonomiki Regionalnej i Ochrony Środowiska (przekształconego w 2006 w Katedrę Gospodarki Regionalnej i Środowiska), w 2004 dyrektorem nowo utworzonego Instytutu Gospodarki Przestrzennej. W 2006 otrzymała tytuł profesora nauk ekonomicznych.
Opublikowała monografie: Efekty zewnętrzne w procesach urbanizacji i uprzemysłowienia (1987) i Terytorium i współczesne dylematy jego rozwoju (2005).

## Odznaczenia
- Srebrny Krzyż Zasługi (2003)[2]